# Inmigración montenegrina en Alemania

Bandera de Montenegro.

Bandera de Alemania.

Los montenegrinos que viven en Alemania (en alemán: Montenegriner in Deutschland) cuentan con el apoyo y la representación de varias asociaciones. Son alrededor de 30 000 personas.

## Historia
Algunos montenegrinos inmigraron durante las décadas de 1960 y 1970 como Gastarbeiter ("trabajadores invitados") cuando Montenegro todavía formaba parte de Yugoslavia. Una minoría llegó como refugiados durante las guerras de Yugoslavia en la década de 1990.
Algunos montenegrinos todavía quieren emigrar a Alemania, especialmente desde el norte de Montenegro. En 2015, aproximadamente 6 000 intentaron viajar a Alemania para solicitar asilo, pero no lo consiguieron. En 2016, se concedieron permisos de trabajo a 683 montenegrinos. En 2017, este número aumentó a 876. En 2018, Alemania facilitó a los montenegrinos la obtención de un permiso de trabajo.